# Micpe Ja’ir
Micpe Ja’ir (hebr. מצפה יאיר) – izraelskie nieautoryzowane osiedle powstałe w 1998 roku na Zachodnim Brzegu w Samorządzie Regionu Har Chewron. Leży na południowy wschód od osiedla Suseja i drogi numer 317.
Micpe Ja’ir powstało w 1998 roku jako osada rolnicza, której zadaniem była uprawa ziemi i hodowla zwierząt. Z czasem, bez pozwolenia, zaczęło powstawać więcej domów, co sprawiło, że farma zaczęła przeradzać się w osiedle.
Obecnie w osiedlu mieszka od 20 rodzin, ok. 60 osób. Społeczność określana jest mianem religijnej lub narodowo-religijnej.
Osiedle posiada własną mykwę oraz synagogę. Oprócz tego rząd podłączył osiedle do sieci elektrycznej.
W sierpniu 2018 roku osadnicy zaatakowali grupę 120 osób, które wizytowały Zachodni Brzeg w ramach kursów o prawach człowieka organizowanych przez organizację pozarządową Breaking the Silence. W Micpe Ja’ir dochodzi również do ataków na palestyńskich pasterzy z pobliskich wsi.